# Nesryne El Chad
Nesryne El Chad (en arabe : نسرين الشاد), née le 13 mars 2003 à Saint-Étienne, est une footballeuse internationale marocaine qui joue au poste de défenseure au LOSC Lille.
Elle fait partie de la première sélection marocaine à s'être qualifiée à la Coupe du monde féminine et à l'avoir disputé en 2023. Ses performances font qu'elle est élue meilleure jeune joueuse africaine de l'année 2023 par la Confédération africaine de football.

## Biographie
De parents originaires de Meknès, Nesryne El Chad naît à Saint-Étienne.
Avant de se consacrer définitivement à la pratique du football, elle joue au tennis pendant une période de six ans. Ce n'est qu'à partir de l'âge de 12 ans qu'elle choisit le football comme activité sportive.

## Carrière en club

### Formation à l'AS Saint-Étienne
El Chad est formée à l'AS Saint-Étienne et joue dans toutes les catégories de jeune du club depuis l'âge de 11 ans.
Le 22 septembre 2019, elle joue contre Grenoble son premier match de Championnat National Féminin U19 (anciennement appelé « Challenge National Féminin U19 »). Soit l'élite du football féminin dans la catégorie des moins de 19 ans.
Elle marque son premier but en CNF U19, le 29 septembre 2019 lors de la victoire (9-0) contre Thonon Évian.

#### Intégration dans le groupe D1 (2021-2022)
Nesryne El Chad intègre petit à petit le groupe senior en jouant des bouts de matchs en D1, l'élite du football féminin français.
Elle dispute son premier match avec le groupe D1, le 4 septembre 2021 contre l'Olympique lyonnais en entrant en jeu à la 76e minute. Les Lyonnaises dominent le match et s'imposent sur le score de 6-0.
Le 17 juin 2022, la joueuse annonce sur son réseau social instagram qu'elle quitte son club formateur. Puis quelques semaines plus tard, le 8 juillet 2022 alors qu'El Chad dispute la CAN 2022 au Maroc, le LOSC Lille annonce sa signature.
Elle quitte les « Stéphanoises » en ayant pris part à huit matchs de D1 dont trois en tant que titulaire.

### Avec le LOSC Lille (depuis 2022)

#### Première saison, en D2
Elle dispute sa première rencontre le 14 août 2022 dans le cadre d'un match amical de pré-saison contre Guingamp.
« C'est une fierté de signer au LOSC. Cela faisait sept ans que je jouais dans le même club, je souhaitais un changement, mais pas n’importe lequel. Quand le club m'a appelé, j'ai immédiatement eu un ressenti positif. Le LOSC est un grand club qui possède une histoire. Je suis très satisfaite, je n'ai pas hésité à dire oui. Mon ambition ? La montée en D1. Je veux tout faire pour aider le club, l’équipe, à atteindre cet objectif »
— Nesryne El Chad, losc.fr.
Le 11 septembre 2022, elle dispute son premier match officiel à l'occasion de la 1re journée du championnat qui voit le LOSC s'imposer sur le terrain du Stade brestois (2-1).
Elle inscrit son premier but avec Lille, le 23 octobre 2022 contre Le Mans dans le cadre de la 6e journée de D2. Il s'agit par ailleurs du premier but de sa carrière professionnelle en club. Les Lilloises surclassent les Mancelles lors de cette rencontre avec un score de 6 à 0.
Le 30 octobre 2022 est une journée à oublier pour Nesryne El Chad. Elle et son équipe sont en déplacement pour affronter l'ESOFV La Roche-sur-Yon. La Marocaine écope dans un premier temps d'un carton jaune, puis reçoit un carton rouge direct en fin de match. Les Lilloises s'inclinent lors de cette rencontre (4-2).
Après avoir franchi les deux tours fédéraux, le parcours d'elle et son équipe en Coupe de France prend fin le 8 janvier 2023 en seizième de finale contre Le Havre, pensionnaire de D1.
Le 23 avril 2023, le LOSC et Nesryne El Chad valident officiellement leur montée en D1 après leur victoire sur le terrain du CA Paris 14 (1-2), et ce à trois journées de la fin de la saison sportive.
Alors qu'elle est habituellement titulaire, elle débute le match contre Lens le 21 mai 2023 sur le banc puis entre en jeu après la pause. Déjà promues, les Lilloises remportent le derby du nord en terre lensoise.

#### Deuxième saison
Nesryne El Chad poursuit donc son aventure avec les Dogues dans l'élite. Un début compliqué pour les Lilloises qui concèdent une défaite 4 à 0 à domicile face au Paris FC. Le 7 octobre 2023 les Lilloises, avec leurs rangs El Chad, remportent leur premier match de la saison face à FC Fleury (2-1).
Elle marque sur le terrain du Havre AC le 14 octobre 2023 où le LOSC décroche le point du nul (2-2). C'est son premier but en D1.
Le 25 novembre 2023 à Bordeaux, elle se blesse tôt dans le match dans un duel avec Mylaine Tarrieu et doit quitter le stade sur civière. Match qui se termine sur une défaite du LOSC (3-0). Une blessure au genou, rupture du ligament croisé antérieur, qui met fin à sa saison.

#### Troisième saison
Nesryne El Chad prolonge avec le club lillois et retrouve les terrains le 20 octobre 2024 en entrant en jeu face au RC Lens (défaite 3-0). Soit 330 jours après sa blessure face à Bordeaux.

## Carrière internationale

### Maroc -20 ans
Nesryne El Chad est sélectionnée à plusieurs reprises en équipe du Maroc des moins de 20 ans.
Elle est sélectionnée par Lamia Boumehdi pour prendre part à un stage au Ghana à Accra fin novembre 2020. Mais elle n'entre pas en jeu durant les deux matchs amicaux face au Ghana. Elle est convoquée pour un autre stage au Libéria pour une double confrontation face aux Libériennes en décembre 2020 où elle disputera les deux rencontres.
Sous la houlette de Patrick Cordoba, Nesryne dispute les éliminatoires de la Coupe du monde 2022. Après avoir éliminé le Bénin puis la Gambie, le Maroc échoue à l'avant-dernier tour face au Sénégal en février 2022 en se faisant éliminer aux tirs au but. Lors de ce match retour disputé à Thiès, Nesryne El Chad inscrit le but égalisateur (1-1) de la tête.

### Équipe du Maroc
Alors qu'elle est convoquée initialement pour un rassemblement avec les moins de 20 ans, Reynald Pedros l'intègre dans l'équipe A. Elle dispute alors ses premières minutes avec l'équipe senior, le 14 juin 2021 en entrant en jeu à la 72e minute en amical contre le Mali et ce à l'âge de 18 ans et 3 mois. 
Le 7 avril 2022, elle connait sa première titularisation contre la Gambie.
Elle marque son premier but international le 18 juin 2022, face à la Zambie en ouvrant le score à la 62e minute dans un match qui se termine sur un score nul (1-1),.

#### Coupe d'Afrique des nations 2022 et exploits du Maroc
Elle est sélectionnée par Reynald Pedros pour prendre part à la CAN 2022.
Compétition pendant laquelle, le 5 juillet 2022 contre l'Ouganda, elle devient la plus jeune joueuse marocaine à marquer un but dans un match de CAN à l'âge de 19 ans et 114 jours. Hormis le match contre le Sénégal, elle dispute toutes les rencontres de la compétition en tant que titulaire.
Nesryne El Chad fait donc partie de la première sélection marocaine qui se qualifie à une phase finale de Coupe du monde féminine.

#### Coupe du monde 2023: Parcours historique des Marocaines
Titulaire régulièrement avec son nouveau club, le LOSC, elle est appelée par Reynald Pedros pour un stage en Espagne à Cadix. Stage durant lequel le Maroc affronte en amical la Pologne le 6 octobre 2022, et le Canada (champion olympique en titre) le 10 octobre 2022. Nesryne El Chad participe aux deux rencontres qui se soldent tous deux par des défaites marocaines (4-0).
De même pour la fenêtre FIFA du mois de novembre 2022, El Chad est convoquée pour affronter l'Irlande (24e au classement mondial à cette période) dans une double confrontation amicale à Marbella. Elle participe au premier match qui se termine sur un nul (2-2) mais n'entre pas en jeu lors du second qui voit le Maroc s'incliner 4-0.
Elle prend part au stage suivant qui a lieu en février en Turquie dans la ville d'Antalya où la sélection affronte la Slovaquie et la Bosnie-Herzégovine. Elle participe aux deux rencontres en tant que titulaire et marque un but contre les Bosniennes.
Elle est sélectionnée en avril 2023 pour prendre part à deux matchs amicaux internationaux contre la Tchéquie et la Roumanie respectivement le 6 avril 2023 à Prague et le 11 avril 2023 à Bucarest.
Nesryne El Chad fait partie des 28 joueuses présélectionnées par Reynald Pedros pour prendre part à un stage du 20 juin au 9 juillet à Lienz ainsi qu'aux matchs amicaux qui précèdent la Coupe du monde 2023 en Australie et Nouvelle-Zélande. Après le stage effectué en Autriche, El Chad est sélectionnée dans la liste finale des 23 joueuses retenues pour défendre les couleurs marocaines au Mondial.
Après s'être inclinées lourdement face aux Allemandes lors du premier match (6-0), les Marocaines se rattrapent le match suivant face à la Corée du Sud en s'imposant sur le score de 1-0, premier but et premier succès de la sélection dans la compétition. Puis lors de la dernière journée, les Lionnes de l'Atlas rééditent avec une autre victoire contre la Colombie (1-0). Dans le même temps la Corée du sud réussit à tenir en échec l'Allemagne (1-1). Résultats qui permettent au Maroc de décrocher une qualification historique pour les huitièmes de finale. Après cet exploit, les protégées de Reynald Pedros se frottent aux Françaises. Largement dominatrice, la France s'impose sur le score de 4-0 et l'aventure du Maroc au Mondial prend fin. Nesryne El Chad joue l'ensemble des rencontres disputées par le Maroc durant le tournoi.

#### Jeux olympiques 2024
Exemptée du premier tour, la sélection affronte la Namibie lors du 2ème tour des qualifications des JO 2024. La Namibie étant dans l'incapacité de recevoir, les deux matchs se jouent au Maroc. Les Marocaines s'imposent lors des deux manches. La première à Marrakech le 26 octobre 2023 sur le score de 2-0, et la deuxième à Rabat avec le même score. Nesryne El Chad dispute les deux rencontres en tant que titulaire et inscrit le but de l'ouverture du score lors du match aller.

## Style de jeu
Défenseure de formation, Nesryne El Chad évolue la plupart du temps dans l'axe avec son club comme en sélection. Loin d'être timide, sa personnalité fait qu'elle communique beaucoup sur le terrain avec ses partenaires. Ce qui lui a valu de porter le brassard de capitaine à de nombreuses reprises. Audacieuse, elle n'hésite pas à aller au contact pour bousculer ses adversaires.

## Palmarès

### En club
LOSC Lille (1)
- D2 Féminine (Poule A)
  - Championne : 2022-2023

### En sélection
Équipe du Maroc
- Coupe d'Afrique des nations :
  -  Finaliste en 2022

### Distinction individuelle
- Meilleure jeune joueuse africaine 2023 par la CAF[2]